# Clase ejecutiva

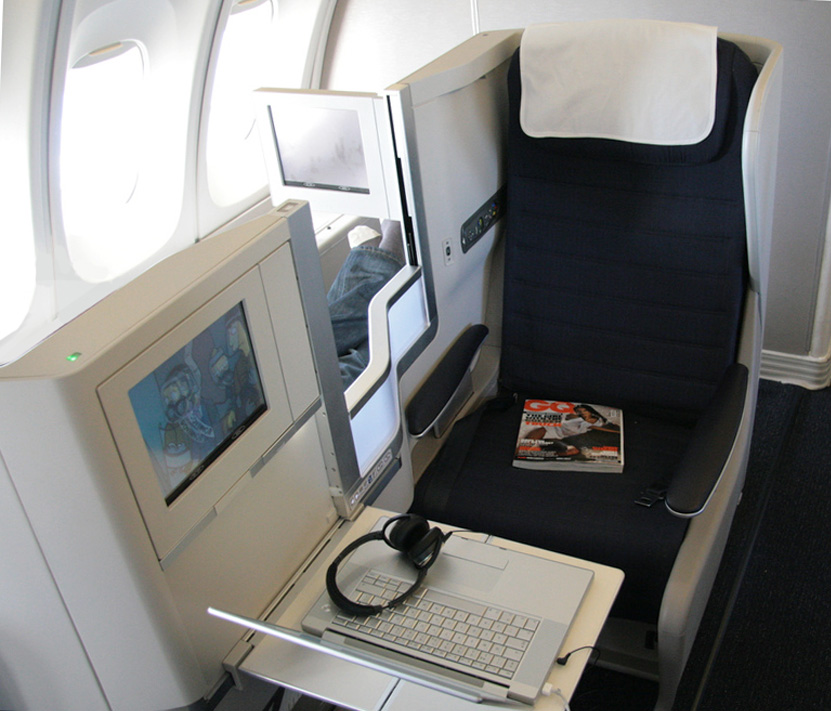
Asiento de clase empresarial en un Boeing 747-400 de British Airways

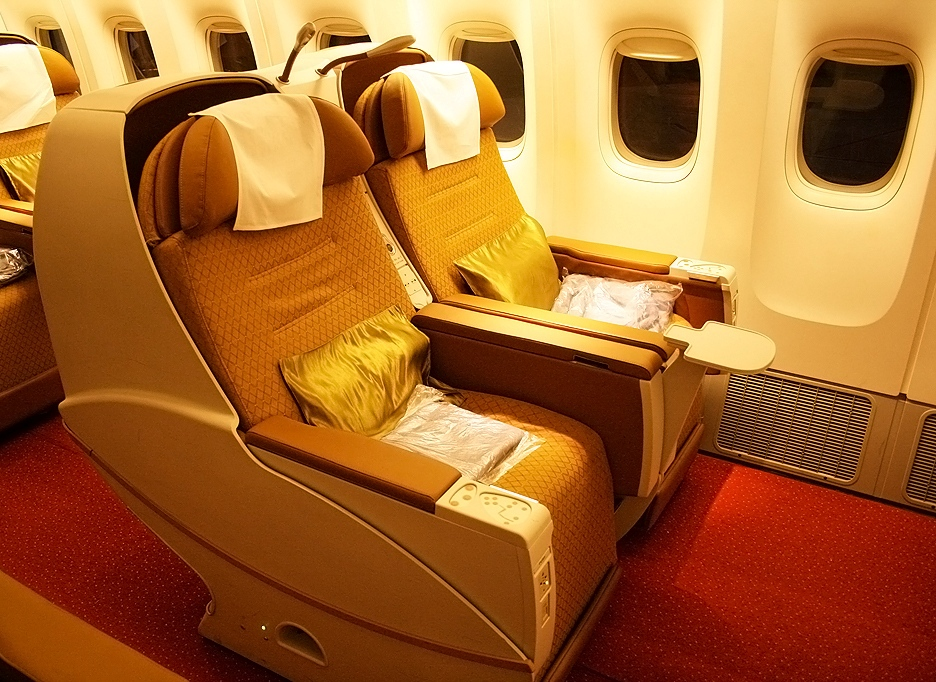
Asientos de clase empresarial de Air India en un 777-300ER

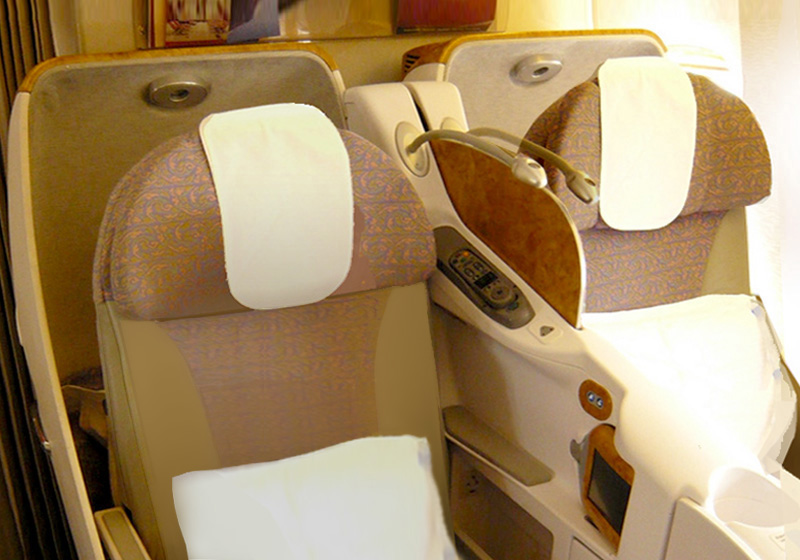
Asientos de clase empresarial de Emirates en un Boeing 777-300 ER

La clase ejecutiva es una de las clases de asientos disponibles en las aerolíneas comerciales y compañías ferroviarias. Este servicio varía de nombre, según la aerolínea o compañía ferroviaria. En la industria de las aerolíneas, fue pensado originalmente para ofrecer un nivel intermedio de servicio entre la clase económica y primera clase, aunque muchas compañías ahora ofrecen la clase ejecutiva como el nivel más alto del servicio, eliminando los asientos de primera clase. La clase ejecutiva se distingue de otras clases por la calidad de los asientos, la comida, las bebidas, el servicio de tierra y otras comodidades. En la aviación comercial, la clase generalmente se denota con la letra 'J' o 'C' con la flexibilidad en el horario, pero puede haber muchas otras letras, dependiendo de las circunstancias.

## Aerolíneas

### Historia
Las aerolíneas comenzaron a segregar a los pasajeros en clases en la década de 1970. En 1976, KLM introdujo un servicio extra para la clase económica alojando a todos los clientes de este servicio por delante de esta clase pero inmediatamente por detrás de primera clase,  este concepto fue copiado inmediatamente por otras compañías incluyendo Air Canada. Tanto United Airlines como Trans World Airlines experimentaron con un concepto similar de 3 clases en 1978, sin embargo, lo abandonaron por a las reacciones negativas en los pasajeros que viajaban en clase económica, quiénes empezaron a notar como sus comodidades cada vez eran menores. United Airlines también experimentó cierta dificultad  a la hora de controlar que pasajeros debían sentarse en cada clase en los vuelos de conexión. American Airlines por su parte también empezó a separar a los pasajeros que adquirían extras de los pasajeros de clase económica en 1978, y ofreció los asientos centrales más espaciosos para este tipo de pasajeros.
Por estas fechas, surgió la especulación en la industria de las aerolíneas de que una aeronave supersónica encabezaría el mercado para los pasajeros más adinerados, emergiendo así un nuevo mercado de tres clases que cubriría las necesidades de los pasajeros de primera clase con un avión supersónico y con un avión subsónico para pasajeros de clases business y económica. En 1977, El Al anunció sus intenciones de reconfigurar sus aviones con una pequeña cabina para pasajeros de primera clase y una cabina de mayor tamaño para clase business, asumiendo que la mayoría de los clientes en vuelos transatlánticos elegirían dicha clase al viajar en el Concorde.
British Airways introdujo la clase "Club Class", que consistía en una cabina premium separada de las demás con numerosas comodidades, en octubre de 1978 bajo el mandato del CEO Colin Marshall. Pan Am anunció que introduciría su "Clipper Class" en julio de 1978, y finalmente, tanto Air France como Pan Am introdujeron la clase business en noviembre de 1978. Qantas afirma ser la primera en haber lanzado la clase business, en el año 1979.
El 1 de noviembre de 1981, Scandinavian Airlines System introdujo la ''EuroClass'', con una cabina separada, mostradores aparte para realizar el check-in y salas de espera para aquellos pasajeros que hubieran contratado la tarifa completa para su viaje. De manera simultánea, la primera clase desapareció de su flota europea.

## Líneas domésticas y regionales

### Australia y Nueva Zelanda
Qantas y Virgin Australia ofrecen clase ejecutiva tanto en sus vuelos regionales como en sus vuelos transoceánicos a Nueva Zelanda. En los vuelos entre Perth y Sídney se ofrece regularmente una configuración de asientos reclinables.
Por otra parte, Air New Zealand no ofrece clase ejecutiva en sus vuelos domésticos. Esta clase solo está disponible en rutas entre Nueva Zelanda y Australia e Islas del Pacífico donde son operadas por aeronaves Boeing 777 y 787.

### Norteamérica

#### Canadá
En trayectos cortos, Air Canada, ofrece asientos reclinables, similares a los ofrecidos en vuelos regionales en Estados Unidos. En algunas rutas de alta capacidad, como Vancouver-Toronto, Air Canada utiliza su flota de pasillo ancho, con aeronaves como Boeing 777, Boeing 787, Boeing 767, y el Airbus A330. En vuelos que usan aeronaves configuradas para trayectos internacionales como estas, los pasajeros de clase business viajan en asientos reclinables. Aun así, en aerolíneas low-cost, como Air Transat y WestJet Airlines, la clase business es de estilo europeo, es decir, con asientos correspondientes a clase económica de tipo fijo, dispuesto de forma reclinada un posición intermedia para mayor confort.

#### United States
Las aerolíneas estadounidenses generalmente usan la parte frontal del avión para los asientos de primera clase en sus vuelos domésticos, así como en aviones con dos clases.
El servicio de tres clases lo ofrecen en Estados Unidos las aerolíneas American Airlines y United Airlines. American Airlines cuenta con una flota especial de aeronaves de tres clases para vuelos transcontinentales con salidas o llegadas en los aeropuertos de Nueva York-JFK, Los Ángeles y San Francisco; con asientos de primera clase y clase business comparables a los usados para estas categorías en vuelos internaciones. United Airlines usa sus aeronaves de tres clases en sus hubs para el reposicionamiento de vuelos internacionales. United Airlines, Delta y JetBlue también ofrecen dos cabinas diferentes en sus vuelos transcontinentales, con asientos equivalentes a los usados en clase business en vuelos internacionales.

### Europa
Las aerolíneas europeas ofrecen una clase business que consiste en una clase económica pero con mejor servicio. En algunas de ellas existe una separación entre clase ejecutiva y económica, dependiendo de la demanda. Algunas aerolínes como Air France y Lufthansa usan asientos convertibles de tres personas en económica que se puede ajustar a una configuración de 2 personas en clase ejecutiva.
La clase ejecutiva ha empezado a desaparecer en muchos vuelos de corta y media distancia para ser remplazados por clase económica con extras y sin extras. En estas rutas, los asientos son los mismos para todos los pasajeros pero se ofrece la flexibilidad de comprar la comida u otros servicios.

### Clases de descuento

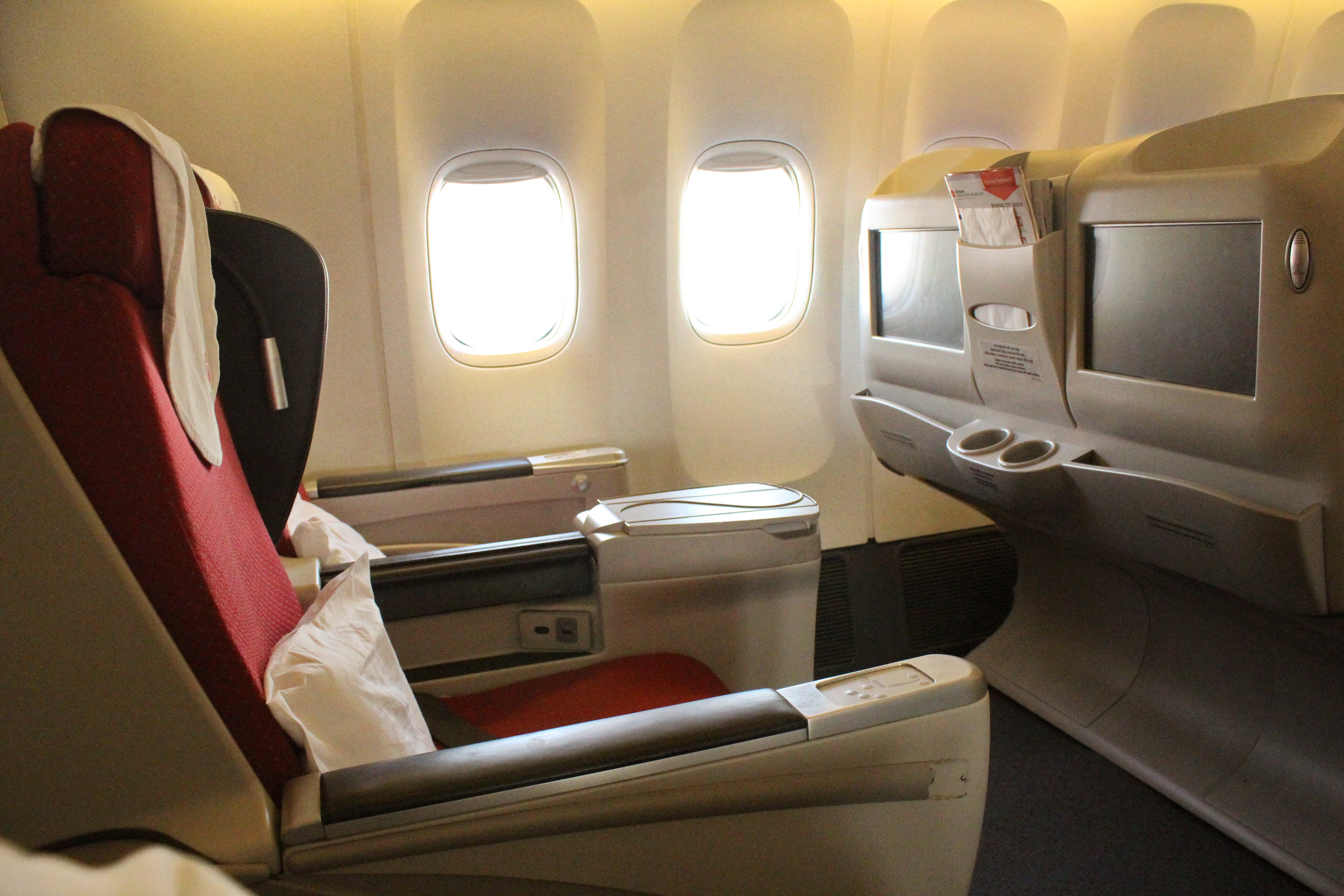
Interior de la clase business Biman Bangladesh Airlines Boeing 777-300ER en la ruta Daca - Jeddah

Muchas compañías low-cost tales como Ryanair y Easyjet en Europa, Tiger Airways en Australia, Southwest Airlines en Estados Unidos, no ofrecen ningún servicio premium. Algunas, sin embargo, tienen asientos reclinables y opciones acerca de la ubicación de los asientos.
- AirAsia ofrecen un cargo extra para aquellos pasajeros que se quieran situar en los primeros asientos,  que ofrecen más espacio para las piernas.[12]
- En otras rutas domésticas y transoceánicas, Air New Zealand tiene asientos Space + disponibles de manera complementaria para miembros de elite del Koru Club. Son idénticos a los asientos estándar pero con mayor espacio para las piernas.
- JetBlue ofrece Even More Space ,las primeras 9 filas y los asientos de las salidas de emergencia en el E-190 por entre $20 y $90 extra, también incluye prioridad en el embarque.

## Clase Preferente
Los asientos de clase preferente son sustancialmente diferentes de la clase económica y en muchas aerolíneas han instalado asientos totalmente reclinables en clases ejecutivas donde antes solo estaban disponibles en primera clase internacional. Hay esencialmente 3 tipos de asientos en clase ejecutiva en la actualidad. Se encuentran enunciados en orden ascendente de la calidad percibida.
- Asientos reclinables son asientos que se pueden reclinar hasta un ángulo de 150-160 grados y ofrecen más espacio para las piernas en comparación con la clase económica.
- Asientos inclinados de gran ángulo se encuentran dispuestos con una gran inclinación de unos 170 grados habilitando al pasajero un espacio cómodo para dormir. Estos asientos fueron introducidos por primera vez en Northwest, Continental, JAL, Qantas y otras aerolíneas entre 2002 y 2003.[13]
- Asientos completamente reclinables en una superficie para dormir en paralelo con el suelo. Muchas aerolíneas ofrecen asientos en primera clase internacional pero mantienen los asientos de clase business para diferenciar ambos productos. British Airways, fue la primera aerolínea en introducir este tipo de comodidad in 1995.[14]
- Asientos de cabina, Estos asientos están diseñados para dar a los pasajeros de clase ejecutiva la máxima privacidad que se puede disfrutar en un vuelo comercial. Estos asientos están normalmente dispuestos en configuración 1 - 2 - 1 en aeronaves de cuerpo ancho. Fue introducido por primera vez por US Airways.[15]

### Menús
Durante el vuelo en clase ejecutiva, aerolíneas tales como Swiss, Lufthansa, SAS Scandinavian Airlines y otras más, ofrecen menús gourmets a bordo con la posibilidad de elegir. Algunas de las opciones que son presentadas a los pasajeros de clase ejecutiva pueden ser una opción de champán o agua con 3-5 aperitivos durante el vuelo. Algunas aerolíneas como Singapore Airlines, permiten a los pasajeros solicitar un menú específico no incluido en el menú regular en el vuelo. También existen servicios de bar en vuelo que ofrecen vinos premium.

### Nombres de las clasesBusinessen las aerolíneas.
El nombre exacto para la clase preferente puede variar entre operadores. El texto en negrita indica cual es el servicio premium más alto ofrecido en cada aerolínea.
- Adria Airways "Poslovni Razred (Business Class*)"
- Aegean Airlines "Business Class"
- Aer Lingus "Business Class" (formerly "Premier Class")
- Aeroflot "President (long-haul)" "Президент", "Premier (short and mid-haul)" "Премьер"
- Aerolíneas Argentinas "Club Cóndor"
- AeroMéxico "Clase Premier"
- Air Algérie "Rouge Affaires"
- AirAsia X Premium Flatbed
- Air Austral "Club Austral"
- Aircalin "Hibiscus class"
- Air Canada "Signature Class (formerly, International Business Class)",  "Business Class (Domestic, formerly "Executive Class")"
- Air China "Capital pavilion (international)",  "Business Class (domestic)
- Air France "Affaires" (translated "Business")
- Air Greenland "Nanoq Class" (translated "Polar Bear Class")
- Air India "Executive Class"
- Air Koryo "Business Class"
- Air New Zealand "Business Premier"
- Air Seychelles "Pearl Class"
- Alitalia "Magnifica" (translated "Wonderful Class"), "Ottima" (short-haul)
- All Nippon Airways "Business Class" (formerly "Club ANA") (international) or "Premium Class" (domestic)
- American Airlines "Business Class"
- Asiana Airlines "Business Smartium" or "Business Class"
- Austrian Airlines "Business Class" (formerly "Grand Class")
- Avianca "Business Class" "Clase Ejecutiva"
- Bangkok Airways "Blue Ribbon Class"
- Batik Air "Business Class"
- British Airways "Club World",  "Club World London City", or "Club Europe"
- Cathay Dragon "Business Class"
- Cathay Pacific "Business Class"
- China Airlines "Business Class" (formerly "Dynasty Class") and "Premium Business Class"
- China Eastern Airlines "Business Class"
- China Southern Airlines "Business Class"
- Copa Airlines "Clase Ejecutiva"
- Cyprus Airways "Apollo Class"
- Delta Air Lines  "Delta One" (formerly "Business Elite")
- EL AL"מחלקת עסקים" ("Business Class")
- EgyptAir "Horus" "حورس"
- Emirates "Business Class"
- Ethiopian Airlines "Cloud Nine"
- Etihad Airways "Pearl Business", "Business Studio"
- EVA Air "Premium Laurel" and "Royal Laurel"
- Fiji Airways "Tabua Class"
- Garuda Indonesia "Business Class"
- Gulf Air "Falcon Gold"
- Hainan Airlines "Business Class"
- Hawaiian Airlines "First Class" (domestic) or "Business Class" (international), and '"Premium Business Class"
- Hong Kong Airlines"Business Class"
- Iberia "Business Plus" and "Business Class"
- Icelandair "Saga Class"
- Iran Air "Homa Class" "هما کلاس"
- Japan Airlines "Executive Class Seasons" (international) or "Class J" (domestic)
- JetBlue "Mint"
- Jetstar Airways "Business Class"
- Kenya Airways "Premiere World"
- KLM "World Business Class"
- Korean Air "Prestige Class"
- LATAM Airlines "Premium Business"
- LOT Polish Airlines "Elite Club" (B787 only) "Business Class" (other aircraft)
- Lufthansa "Business Class"
- Mahan Air "Business Class", Named "Premium Economy" in A340's Long Haul Flights, Not available in BAe 146 Aircraft
- Malaysia Airlines "Business Class" (formerly "Golden Club Class")
- Malindo Air "Business Class"
- Middle East Airlines "Cedar Class"
- Nepal Airlines "Shangrila Class"
- Norfolk Air "Bounty Class (now Premium Economy)"
- Olympic Air "Business Class" (On some services Gold Business Class; the name in Greek literally means "distinguished class")
- Pakistan International Airlines "Business Plus+"
- Philippine Airlines "Mabuhay Class"
- Qatar Airways "Business Class"
- Qantas "International Business" and "Domestic Business"
- Royal Air Maroc "Premium Class"
- Royal Brunei Airlines "Business Class"
- Royal Jordanian "Crown Class"
- Saudia "Horizon Class" "درجة الأفق"
- Scandinavian Airlines "Business Class on flights to/from Scandinavia and US/Asia, SAS PLUS within Europe"
- Scoot "ScootBiz"
- Shanghai Airlines "Business Class"
- Sichuan Airlines "Business Class"
- Singapore Airlines "Business Class"  (formerly "Raffles Class")
- South African Airways "Business Class" (Prior to 1997 rebranding Business Class was known as Gold Class)
- SriLankan Airlines "SriLankan Business Class"
- Swiss International Air Lines "SWISS Business"
- TAP Portugal "TAP Executive"
- TAM Airlines "Executive Class" or "Classic Class"
- TAROM "Business Class"
- Thai Airways "Royal Silk Class"
- United Airlines "United Polaris Business" (international longhaul), "United Business" (international shorthaul), "United First" (domestic)
- Vietnam Airlines "Business Class"
- Virgin Atlantic Airways "Upper Class"
- Virgin Australia "Domestic Business", "The Business", and "International Business"
- Xiamen Airlines "Business Class"

#### Servicios extinguidos
- AirTran Airways "Business Class"
- America West Airlines "America West First"
- British Caledonian Airways "Executive/Super Executive"
- Canadian Airlines "Business Class"
- Continental Airlines "BusinessFirst"
- Kingfisher Airlines "Kingfisher First"
- Mexicana de Aviación "Elite Class"
- Midwest Airlines "Signature Service"
- Mihin Lanka "Business Class"
- Northwest Airlines "World Business Class"
- Pan Am "Clipper Class"
- Spanair "Premium Class"
- Spirit Airlines "Spirit Plus" (re-branded as "Big Front Seat" as part of Spirit's transition to a no-frills carrier. Seats are physically the same but the service is no different from economy.)
- Trans World Airlines "Ambassador Class" (until the 1980s), "TransWorld One" (after TWA transitioned international service from 3-class to 2-class in the early 1990s)
- US Airways "Envoy" (Brazil, Europe & Israel), "Business Class", "First Class" (US domestic)

## Trenes

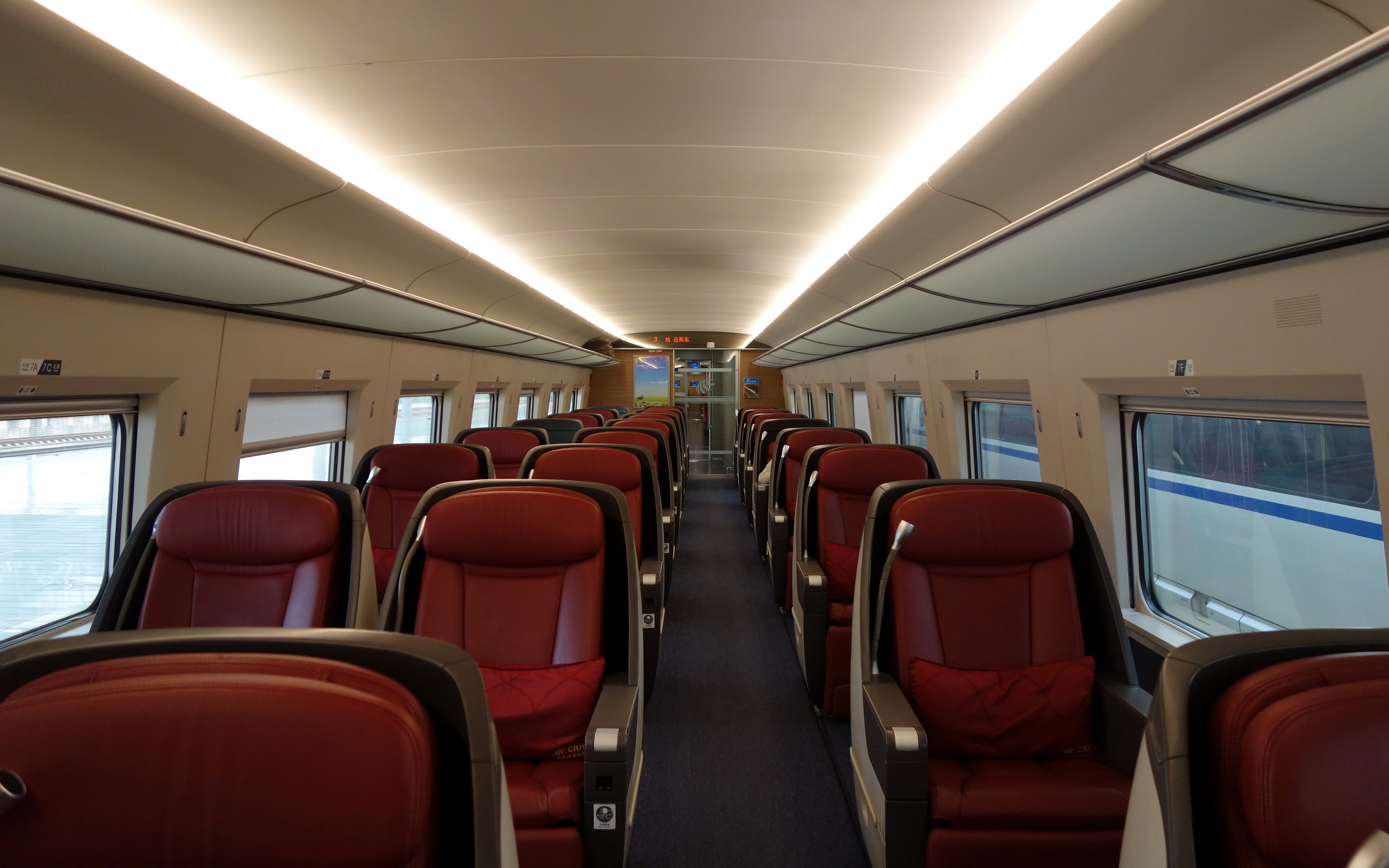
Clase Business China Railways CRH380AL

En Amtrak existe la "business class" que es un servicio premium en trenes de media distancia (como muchos trenes del corredor norte y el Pacific Surfliner), la clase intermedia en algunos trenes de largo recorrido (como el Cardinal) .
Hasta junio de 2009, Via Rail en Canadá, tenía un servicio premium llamado "Vía 1",  en rutas cortas orientados a viajeros business. El servicio premium en rutas transcontinentales (The Canadian) se llama "Silver & Blue". 
Eurostar también ofrece servicios premium en alguna de sus rutas.